# Communauté de communes de la Porte du Sundgau
La communauté de communes de la porte du Sundgau est une ancienne communauté de communes française, située dans le département du Haut-Rhin et la région Grand Est.
Elle fusionne avec la communauté d'agglomération des Trois Frontières et la communauté de communes du Pays de Sierentz le 1er janvier 2017 pour former l'intercommunalité Saint-Louis Agglomération.

## Composition
Elle regroupe 13 communes :
| Nom                    | Code Insee | Gentilé           | Superficie (km2) | Population (dernière pop. légale) | Densité (hab./km2) |
| ---------------------- | ---------- | ----------------- | ---------------- | --------------------------------- | ------------------ |
| Attenschwiller (siège) | 68013      | Attenschwillerois | 5,11             | 936 (2014)                        | 183                |
| Folgensbourg           | 68094      | Folgensbourgeois  | 6,72             | 902 (2014)                        | 134                |
| Hagenthal-le-Bas       | 68120      | Hagenthalois      | 6,20             | 1 227 (2014)                      | 198                |
| Hagenthal-le-Haut      | 68121      |                   | 4,92             | 639 (2014)                        | 130                |
| Knœringue              | 68168      | Knoeringuois      | 4,68             | 373 (2014)                        | 80                 |
| Leymen                 | 68182      | Leymenois         | 11,64            | 1 193 (2014)                      | 102                |
| Liebenswiller          | 68183      | Liebenswillerois  | 3,87             | 206 (2014)                        | 53                 |
| Michelbach-le-Bas      | 68207      |                   | 4,94             | 714 (2014)                        | 145                |
| Michelbach-le-Haut     | 68208      |                   | 7,38             | 632 (2014)                        | 86                 |
| Neuwiller              | 68232      | Neuwillerois      | 3,72             | 494 (2014)                        | 133                |
| Ranspach-le-Bas        | 68263      |                   | 4,43             | 660 (2014)                        | 149                |
| Ranspach-le-Haut       | 68264      |                   | 4,39             | 617 (2014)                        | 141                |
| Wentzwiller            | 68362      | Wentzwillerois    | 4,71             | 722 (2014)                        | 153                |

## Conseil communautaire
Conformément à l’arrêté préfectoral 20013266-0021
du 23 septembre 2013, le conseil communautaire de la Porte du Sundgau compte 28
délégués: 2 délégués par commune sauf pour les communes
ayant plus de 1 000 habitants qui comptabilisent 3 délégués.
Depuis le 14 avril 2014 Son président est Denis Wiederkehr, maire de Attenschwiller et ses vice-présidents sont: Catherine Troendle, sénateur maire de Ranspach-le-Bas;  Wolgensinger André, maire de Michelbach le haut, Bubendorff Catherine, maire de Ranspach le Haut, Pfendler Pierre, maire de Hagenthal le Haut

## Compétences

### Compétences obligatoires
1. Aménagement de l'espace communautaire
  - Élaboration, suivi et révision du schéma de cohérence territoriale des cantons de Huningue et de Sierentz, et des éventuels schémas de secteurs, dans le cadre du syndicat mixte
  - Élaboration d'une charte intercommunale de développement et d'aménagement et mise en œuvre des actions dans la limite des compétences communautaires
  - Élaboration, suivi, révision et animation du Gerplan - Plan de gestion de l'espace rural et périurbain
  - Étude et réalisation d'aménagements collectifs susceptibles de développer le tourisme : signalisation, aménagement de sites, promotion
  - Mise en place d'un système d'information géographique (numérisation des documents cadastraux, banques de données informatisées)
  - Adhésion et participation aux travaux du Pays de Saint-Louis et des Trois-Frontières : élaboration d'une charte de pays, approbation de celle-ci en lieu et place des communes membres et suivi dans le cadre de la procédure de contractualisation avec l'État et la Région
  - Exercice du droit de préemption par délégation des communes membres sur le territoire desquelles une zone d'activité d'intérêt communautaire est en voie de création
  - Participation pour avis, dès l'étude préalable et tout au long de la procédure, à l'élaboration, la révision et la modification des POS/PLU communaux, pour la prise en compte d'objectifs communautaires
  - La Communauté de communes Porte du Sundgau peut acquérir des terrains pour des équipements communautaires.
2. Développement économique
  - Étude, aménagement, gestion, entretien, commercialisation et extension de zones d'activités industrielles, tertiaires, commerciales, artisanales et touristiques d'intérêt communautaire. À ce titre, entre dans l'intérêt communautaire toutes les zones d'activités inscrites au SCOT.
  - Actions en faveur du développement économique. À ce titre, entre dans l'intérêt communautaire, la mise en œuvre ou la participation dans les différentes thématiques (activités industrielles, artisanales, commerciales, tertiaires et touristiques), de projets ou d'actions suivants :
    - octroi d'aides directes et indirectes, garantie d'emprunts (conformément à la législation en vigueur) pour favoriser le maintien et le développement de l'emploi sur le secteur
    - adhésion, partenariat et participation à des organismes d'aides aux entreprises (Sud Alsace Initiative) et à la formation et l'insertion (SIJ, Mission locale, maison de l'emploi)
    - organisation, participation aux opérations et aux études en faveur de l'artisanat et du commerce local (FISAC, ORAC, journées portes ouvertes) du secteur
    - promotion du développement économique local de toutes les zones d'activités situées sur le territoire communautaire
    - création et gestion de pépinières d'entreprises, d'ateliers, d'usines-relais
    - réalisation d'actions de promotion et de communication en faveur des produits touristiques locaux et du patrimoine local (sentiers de découverte)
    - création et gestion d'un office du tourisme intercommunal ou adhésion à un office de tourisme à l'échelle du Pays de Saint-Louis et des Trois-Frontières.

### Compétences optionnelles
1. Protection, mise en valeur de l'environnement et soutien aux actions de maîtrise de la demande d'énergie
  - collecte, transport et traitement des déchets ménagers et assimilés
  - gestion de la collecte sélective et actions pour la valorisation des déchets ménagers et assimilés
  - création et gestion d'équipements à vocation intercommunale dans le domaine des déchets (déchèterie, sites de déchets verts, points d'apports volontaires)
  - étude et réalisation de projets à vocation de mise en valeur et de protection de l'environnement (composteurs, actions de communication et de sensibilisation)
  - étude et réalisation d'opérations visant à réduire le volume des déchets ménagers à la source
  - animation, sensibilisation sur les actions du Gerplan et des plans paysages
  - création, entretien, réalisation, coordination et promotion d'un réseau intercommunal de sentiers de découverte
  - rénovation du petit patrimoine rural exclusivement limité aux opérations de moins de 15 000 € (hors taxes)
  - soutien aux actions de maîtrise de la demande d'énergie. Est considéré d'intérêt communautaire le soutien financier aux actions et équipements visant à limiter la consommation d'énergie dans les bâtiments et ouvrages publics
  - création, gestion, entretien des pistes cyclables figurant au schéma départemental publié ainsi que les pistes cyclables d'intérêt communautaire. Sont d'intérêt communautaire, les tronçons à réaliser en vue d'établir une jonction entre deux communes ou entre les pistes cyclables déjà existantes et inscrites au schéma.
2. Actions sociales d'intérêt communautaire. L'exercice par la Communauté de communes Porte du Sundgau d'une compétence en matière d'action en direction de la jeunesse, des personnes âgées et des handicapés répond à un objectif de dynamisme local et d'intégration sociale.
  - organisation des centres de loisirs sans hébergement (CLSH) pendant les vacances scolaires. Les communes restant compétentes pour l'organisation des CLSH et des périscolaires les mercredis et pendant les périodes scolaires
  - organisation des centres de vacances et de loisirs
  - création et gestion du relais assistantes maternelles de la Porte du Sundgau
  - mise en œuvre d'une politique communautaire d'animation sportive, sociale, culturelle en lien avec le tissu associatif local
  - création, aménagement, gestion des structures d'accueil de la petite enfance (crèche halte-garderie)
  - mise en place d'actions pour les personnes âgées favorisant leur maintien à domicile ou visant à améliorer leurs conditions de vie
  - réflexion sur la mise en place d'équipement destiné à l'accueil des personnes âgées et notamment celles en situation de dépendances
  - aide à la formation de cadres, animateurs, bénévoles associatifs
  - réalisation ou soutien à la réalisation des actions figurant dans les contrats temps libre et enfance signés avec la Caisse d'allocations familiales
  - promotion de la pratique d'activités sportives, culturelle et artistiques sur le territoire communautaire
  - organisation, promotion du Sound'Go Festival Rock et d'une fête de la musique intercommunale.
3. Politique du logement et du transport
  - étude et mise en œuvre d'opérations programmées d'amélioration de l'habitat (OPAH) ou de tous autres dispositifs venant s'y substituer
  - mise en œuvre d'une démarche expérimentale d'un système de transport à la demande favorisant notamment la desserte transversale entre les différentes communes membres et avec la ville de Saint-Louis par délégation du Conseil général du Haut-Rhin

### Compétences facultatives
1. Nouvelles technologies de l'information et de la communication
  - création, gestion et suivi du site internet de l'EPCI
  - développement d'actions innovantes autour des nouvelles technologies de l'information et de la communication et du multimédia (salle multimédia itinérante, actions de formation)
2. Brigade verte
  - participation au syndicat mixte des gardes champêtres intercommunaux appelés communément "brigade verte" en lieu et place des communes membres
  - création, gestion, entretien d'un chenil passage
3. Vie des communes
  - Afin de mutualiser les moyens, d'aboutir à des économies d'échelle et de proposer une organisation rationnelle et identique aux communes pour certaines prestations, les communes délèguent à la Communauté de Communes Porte du Sundgau leurs compétences pour la réalisation des opérations suivantes :
    - entretien régulier de l'éclairage public des communes et mise en place des illuminations à l'occasion des fêtes de fin d'année
    - réalisation de campagnes régulières de balayage sur l'ensemble de la voirie livrée à la circulation publique et située en agglomération
    - réalisation des opérations régulières de curage des tabourets siphons et des désableurs
    - organisation de services en direction des communes membres comprenant notamment l'acquisition et la mise à disposition de matériels pouvant faire l'objet d'une utilisation partagée (banque de matériel associative et technique), négociation de contrats intéressant tout ou partie des communes membres (contrôle des aires de jeux, diagnostic amiante, restauration ...)
    - convention de mandat : élaboration de projets et suivi de travaux pour le compte des communes sous la forme de convention de mandat et, le cas échéant, comme coordonnateur d'un groupement de commandes.
4. Action de coopération et de représentation
  - la communauté peut adhérer à un syndicat mixte par simple délibération du conseil communautaire, à la majorité absolue des suffrages exprimés, en vue de lui confier l'exercice d'une ou de plusieurs de ses compétences
  - représentation collective des communes par l'adhésion de la communauté de communes à toute association (y compris transfrontalière), tout groupement de collectivités locales et d'établissements publics pour la réalisation d'actions à une échelle plus grande que le périmètre communautaire.

## Sources
- la base aspic
- statuts de la communauté de communes annexés à l'arrêté préfectoral du 26 novembre 2006 portant approbation des statuts modifiés.